# 布雷顿角高地国家公园

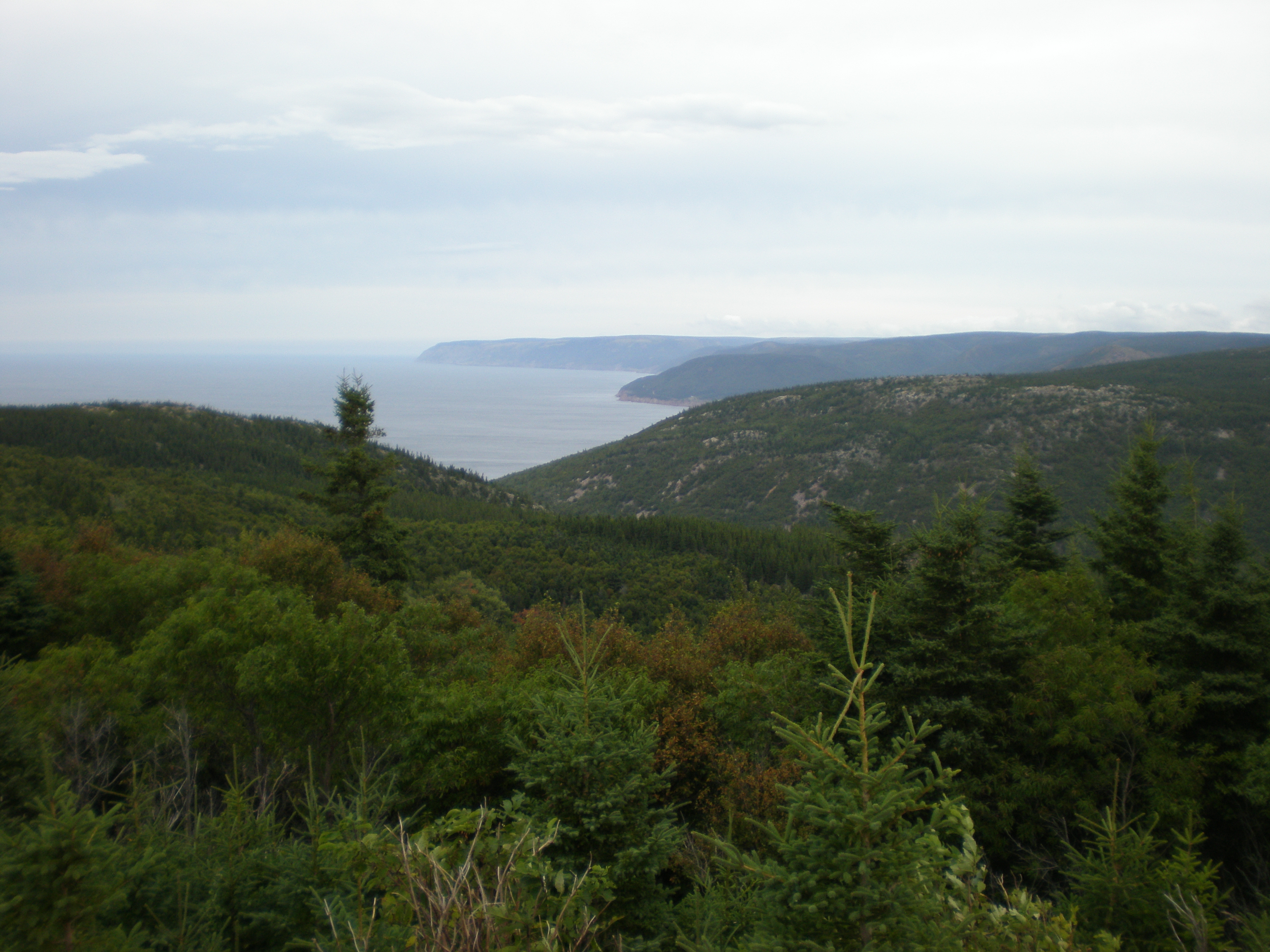
MacKenzie Mountain Cabot Trail

布雷顿角高地国家公园（英語：Cape Breton Highlands National Park），位于加拿大新斯科舍省布雷顿角岛北部。三分之一的Cabot Trail公路穿行其间，形成了一道特色的风景。该国家公园成立于1936年，是加拿大第一个位于大西洋沿岸的国家公园。总面积948 km²。主要野生生物有驼鹿、黑熊、土狼等。
在公园西部的入口处有Chéticamp的阿卡迪亚人村庄和一个公园信息中心。在公园的东边是与大西洋相接的海滩。中间则是山脉、村庄、森林、瀑布，以及像是冻土高原的布雷顿角高地。公园中有26条标记过的徒步旅行路线，其中天际步道线skyline trail最为出名。

## 图片

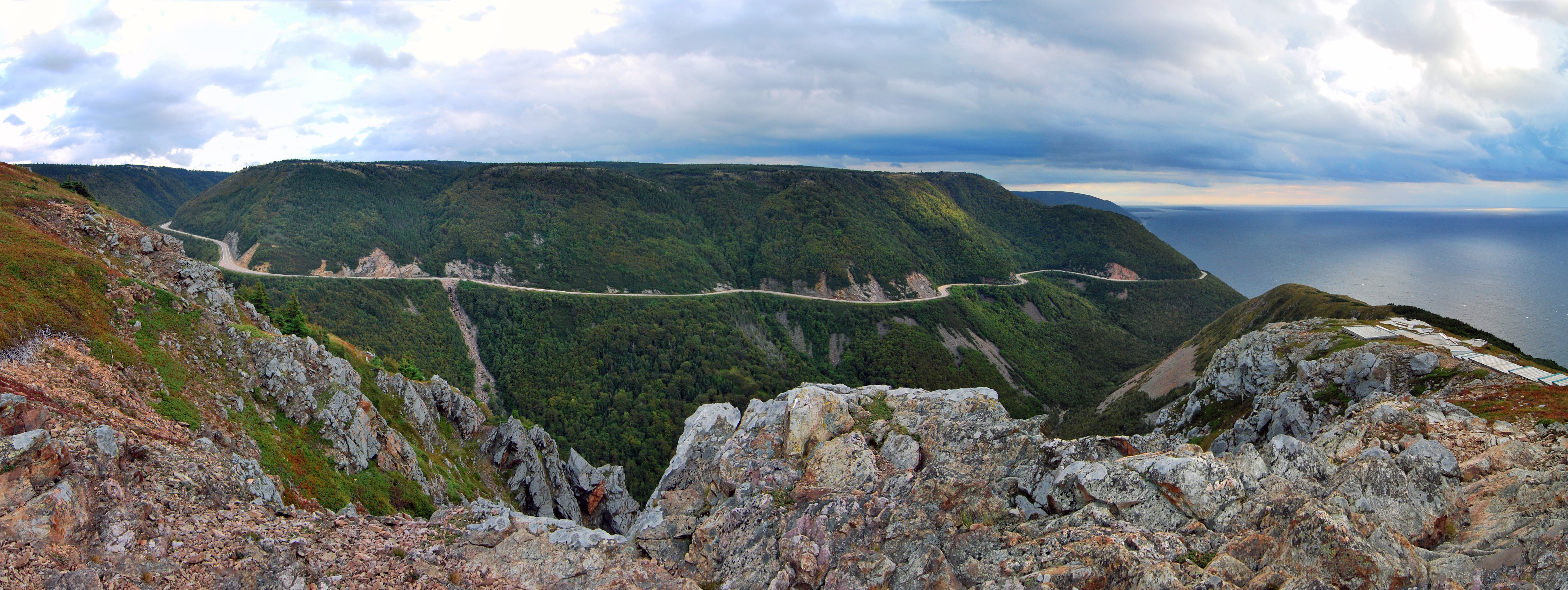
Cabot Trail 公路
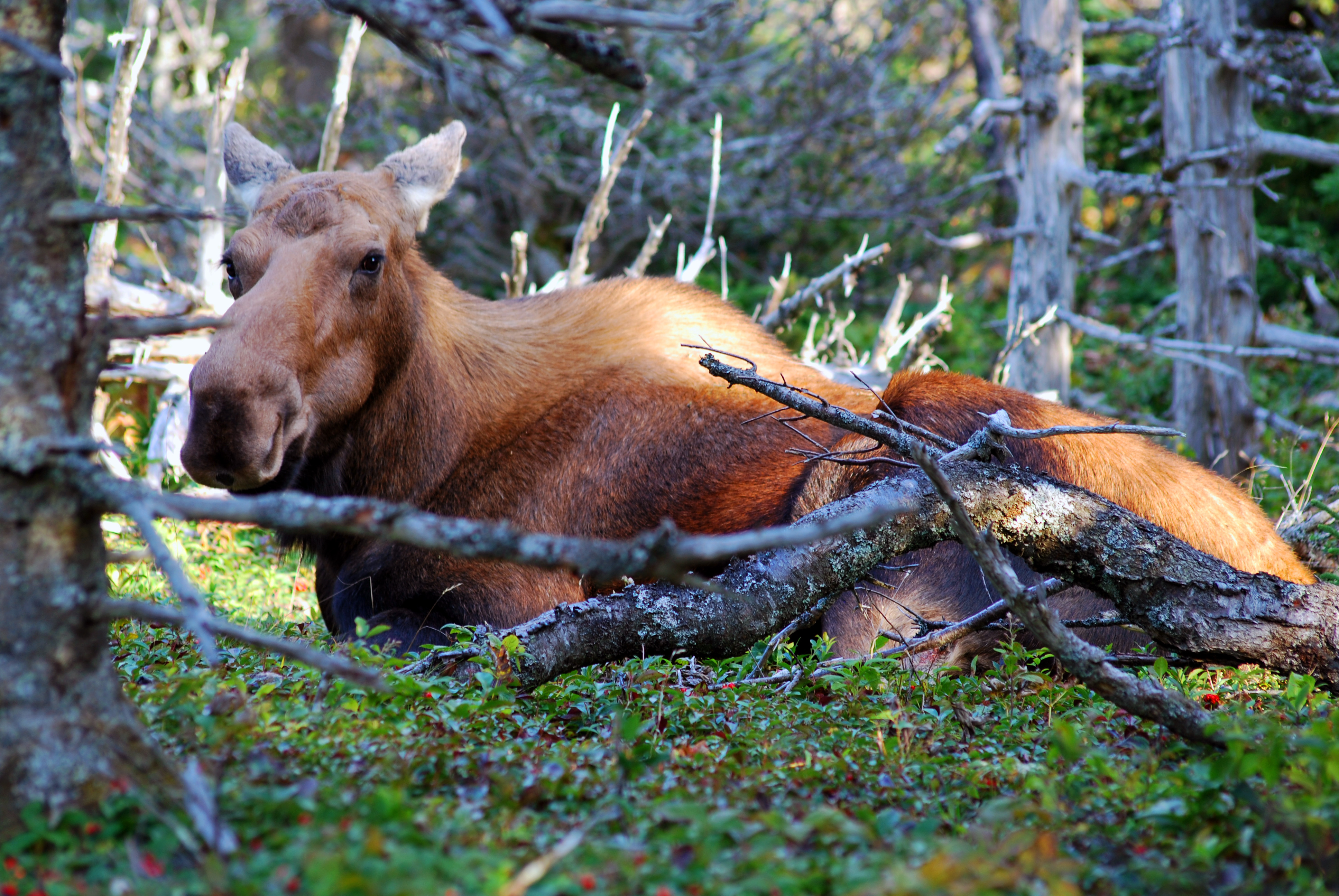
在公园中休息的麋鹿
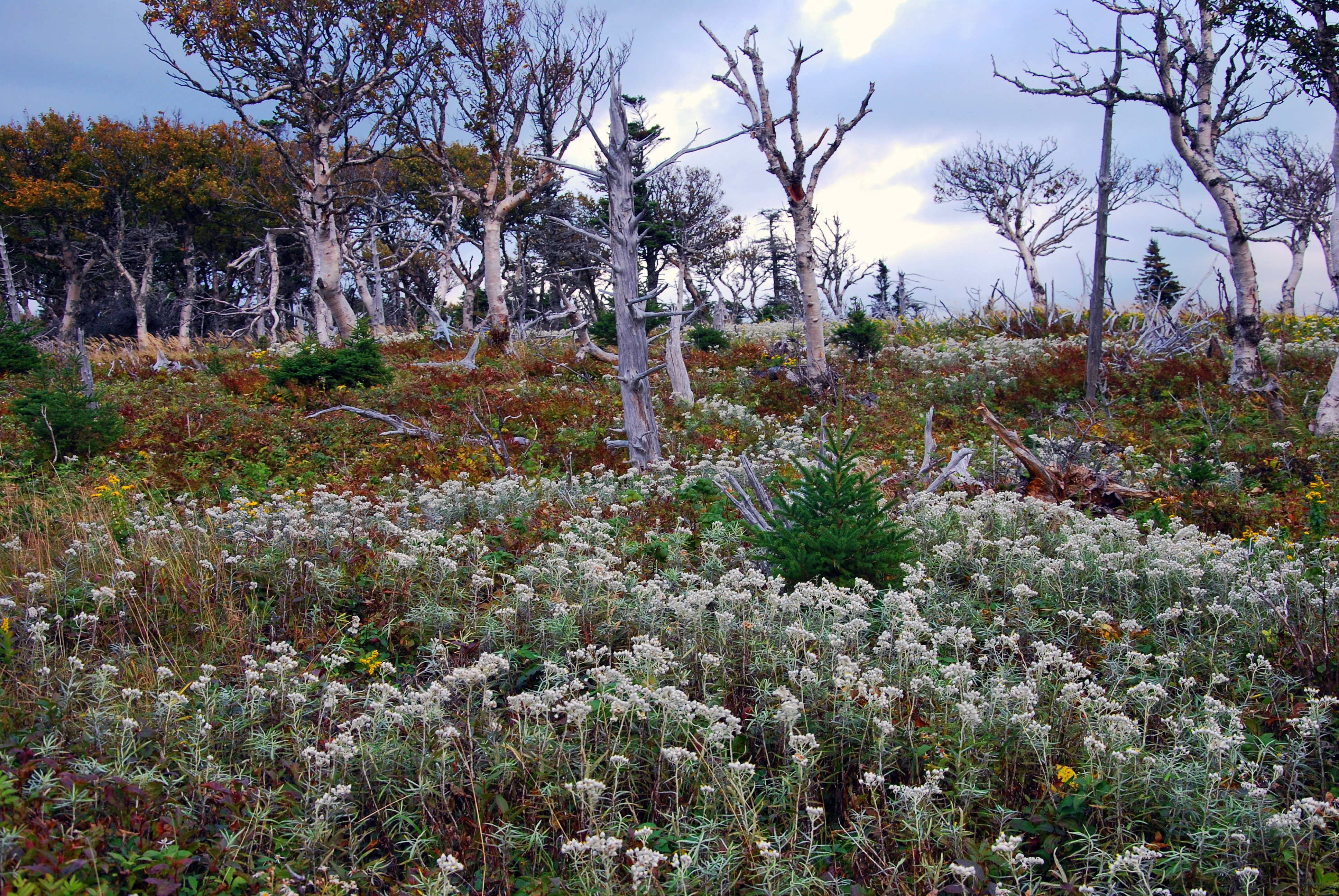
登山路线
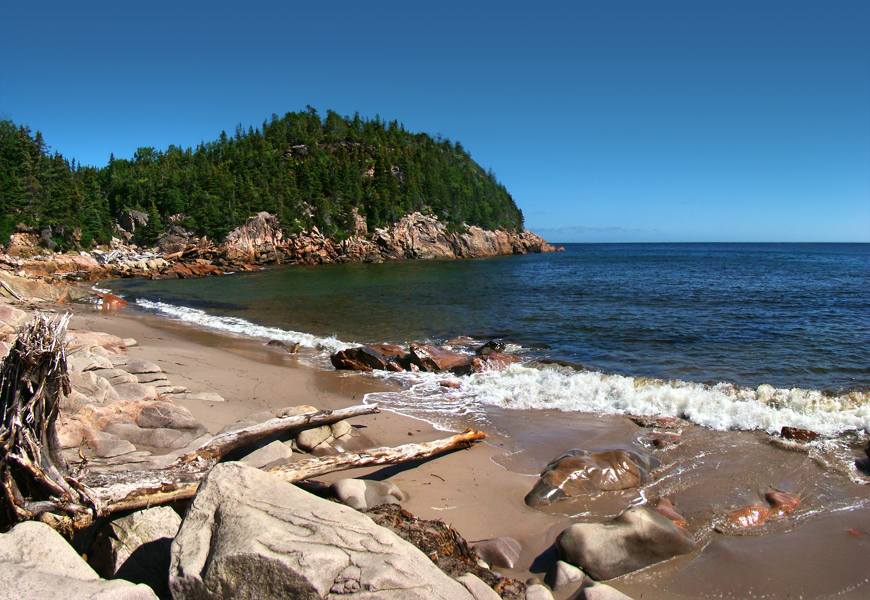
Black Brook 海滩